# Michel Bernheim
Pour les articles homonymes, voir Bernheim.
Michel Paul Bernheim est un réalisateur français né le 17 janvier 1908 à Paris 8e et mort le 20 avril 1985 à Paris 14e.

## Filmographie
Comme directeur de la photographie
- 1927 : Le Sous-marin de cristal de Marcel Vandal
- 1928 : L'Eau du Nil de Marcel Vandal

Comme assistant-réalisateur
- 1929 : La Vie miraculeuse de Thérèse Martin de Julien Duvivier
- 1929 : La Divine Croisière de Julien Duvivier
- 1931 : Coquecigrole d'André Berthomieu
- 1931 : Azaïs de René Hervil

Comme réalisateur
- 1932 : Panurge
- 1935 : Marie des Angoisses
- 1936 : Le Roman d'un spahi
- 1937 : Police mondaine (coréalisateur : Christian Chamborant)
- 1938 : L'Ange que j'ai vendu
- 1953 : Le Gouffre de la Pierre Saint-Martin (court-métrage documentaire)